# الحزب التقدمي الاشتراكي
الحزب التقدمي الاشتراكي يعدّ من الأحزاب اللبنانية الفاعلة بدءًا من منتصف القرن العشرين، واستنادا إلى مبادئ الحزب فإن توجه الحزب هو توجه علماني ويتبنى الاشتراكية إلا أن أغلب مؤيديه ينتمون إلى الطائفة الدرزية.

## التأسيس
تأسس الحزب في 5 كانون الثاني/ يناير 1949 م وكان من أبرز مؤسسيه: كمال جنبلاط، وفريد جبران، فواز نصر ،وألبرت أديب وعبد الله العلايلي وفؤاد رزق وجورج حنا, تحت زعامة كمال جنبلاط.
انضم الحزب إلى الحركة الوطنية اللبنانية التي كانت جبهة مؤلفة من الحزب التقدمي الأشتراكي وأحزاب أخرى لعبت دورًا كبيرًا في مواجهة الجبهة اللبنانية المسيحية التي ضمت: حزب الكتائب اللبنانية وحزب الوطنيين الأحرار بزعامة كميل شمعون أثناء الحرب الأهلية اللبنانية.

## مرحلة كمال جنبلاط
قاد الحزب برئاسة كمال جنبلاط ثورات مطلبية عديدة منها 1952 و1958.
تمكن جنبلاط الأب من بناء حزب لعب دورا فعالا في لبنان من 1975 إلى 1990 وكان انتشاره الأساسي في أجزاء من جبل لبنان والشوف، وقد ساند منذ البداية القضية الفلسطينية. كان صراع الحزب الرئيس مع المارونية السياسية المتمثلة آنذاك بـحزب الكتائب اللبنانية إذ كان ينادي بالعلمانية ومقاومة إسرائيل، ما أزعج الأحزاب المسيحية.
بعد طلب من الأحزاب المسيحية اليمينية دخل النظام السوري لبنان، وخاض معارك شرسة مع الحزب التقدمي الإشتراكي، وقاتل مع النظام جزء من مسيحيي لبنان. وفي 16 آذار/ مارس 1977 اغتيل كمال جنبلاط، وتم إلقاء اللوم على الحكومة السورية، كما ارتكبت عمليات قتل مضادة كردّ فعل. لكن في حزيران/ يونيو 2005 صرح جورج حاوي على قناة الجزيرة بأن رفعت الأسد كان وراء عملية الاغتيال.

## مرحلة وليد جنبلاط
ورث وليد جنبلاط الابن زعامة الحزب من والده، وقاد الحزب في أحلك مراحل الحرب الأهلية اللبنانية. قام الحزب التقدمي الاشتراكي بالانتقام من الأحزاب المسيحية في قضاء الشوف كردّ فعل على مجازر قامت بها ميليشيا القوات اللبنانية المارونية ضد مواطنين مدنيين دروز. وتم تهجير المسيحيين من مناطق جبل لبنان التي سيطر عليها الحزب التقدمي بمساعدة من المنظمات الفلسطينية المسلحة. وحرر الجبل من الإسرائيليين وفتح طريق المقاومة على الجنوب. 

## مرحلة تيمور جنبلاط
أعلن وليد جنبلاط أستقالته من رئاسة الحزب ومن مجلس القيادة الحالي. وعملاً بأحكام دستور الحزب ونظامه الداخلي، دعا جنبلاط إلى مؤتمر عام انتخابي في 25 حزيران/يونيو 2023، وكلّف أمانة السر العامة إتمام التحضيرات اللازمة وفق الأصول وبحسب الآليات المعتمدة، وإصدار التعاميم ذات الصلة بمواعيد قبول طلبات الترشيح ومهلة الانسحاب وكافة الشروط المتعلقة بالعملية الانتخابية وإعداد لوائح أعضاء المؤتمر العام وتوجيه الدعوات إليهم.
انتخب الحزب تيمور وليد جنبلاط رئيساً له بالتزكية بتاريخ 25/6/2023.

## وصلات خارجية
- George Hawi knew who killed Kamal Jumblatt
- مكتبة كمال جنبلاط الرقمية
- كمال جنبلاط في حوار بالفرنسية
- الموقع الرسمي